# Tatjana Mittermayer
Tatjana Mittermayer (n. 26 iulie 1964, Rosenheim, Bavaria, Germania) este o sportivă germană, medaliată olimpică. A participat la o ediție a Jocurilor Olimpice (1998) în care a câștigat o medalie de argint.

## Participări
Lista de mai jos prezintă principalele competiții la care a participat Tatjana Mittermayer de-a lungul carierei.
- freestyle skiing at the 1998 Winter Olympics – women's moguls[*]